# خطة بعيدة المدى (فلم)
خطة بعيدة المدي هو فيلمٌ مصريٌ أُنتج عام 1988. وهو مأخوذ من قصة نشرها نجيب محفوظ لأول مرة في مجلة الدوحة في يناير 1986.

## قصة الفيلم
عبده البقلي (فريد شوقي) رجلٌ عاطلٌ عن العمل، يكسب قوته بالاحتيال على الناس. يرفض أن يعمل أي عمل شريف، معللاً تصرفه بأن لديه "خطة بعيدة المدى" تتضمن بيع منزل والدته.
لا يستطيع عبده تنفيذ خطته بسبب رفض والدته (أمينة رزق) لبيع المنزل. ولذلك يظل عاطلاً عن العمل، ومُعلقاً خطيبته قشطة (شويكار) التي ظلت تنتظره عشرين سنة ليتزوجها دون جدوى.
يقوم المحامي الشريف عبد الوهاب (مجدي صبحي) بتوظيف عبده (بعد طلبٍ سريٍ من خطيبته قشطة)، لكنه لا يستمر في العمل بسبب تعوده على خداع الناس.
يحصل عبده على وظيفة عند المقاول الفاسد فكري عابدين (أحمد راتب) بعد أن ابتزه. تتحسن أحوال عبده، ويقرر ترك حيه، لكن قشطة ترفض ترك حيها والزواج منه.
تموت الأم أخيراً، ويبيع المنزل لرجل الأعمال سعفان (فايق عزب)، صاحب شركة "السعفان لتوظيف الأموال" (في إشارة واضحة لرجل الأعمال الشهير أحمد الريان)، ويحقق عبده حلمه بالثراء.